# Karel Prášek
Karel Prášek (4. února 1868 Hřivno – 13. února 1932 Košetice) byl český agrárnický politik a statkář. V letech 1907–1908 předlitavský český ministr-krajan, po vzniku Československa ministr zemědělství. Nechvalně proslul zejména tzv. Práškovou aférou, která ukončila jeho politickou kariéru.

## Životopis

### Mládí a politické aktivity před rokem 1918
Pocházel ze starobylého sedláckého rodu. Politicky se angažoval již za časů Rakouska-Uherska, v devadesátých letech 19. století. V roce 1897 se stal spoluzakladatelem a jedním z předáků Sdružení českých zemědělců coby zárodku samostatné politické organizace zemědělského stavu, nezávislé na mladočeské straně. Od roku 1899 (podle jiného zdroje až od roku 1901) zasedal jako poslanec Českého zemského sněmu za toto sdružení. Ve volbách do Říšské rady roku 1901 se stal i poslancem Říšské rady jako jeden z pěti prvních poslanců za Českou agrární stranu. Zvolen byl za kurii venkovských obcí, obvod Mladá Boleslav, Nymburk, Turnov atd.
V roce 1904 se stal předsedou poslaneckého klubu českých agrárníků. Na českém zemském sněmu působil v roce 1903 a 1906 jako předseda české sekce zemské školské rady. Mandát poslance Říšské rady obhájil ve volbách roku 1907, konaných již podle rovného volebního práva, tedy bez kurií. Zvolen byl za obvod Čechy 047 a v parlamentu usedl do poslaneckého Klubu českých agrárníků. Za stejný obvod uspěl i ve volbách roku 1911. Ve vídeňském parlamentu setrval až do zániku monarchie.
Zatímco předsedou agrární strany byl od jejího vzniku Stanislav Kubr, historik Otto Urban uvádí již počátkem 20. století Karla Práška coby faktického vůdce této politické formace. Již tehdy ale v rámci strany reprezentoval konzervativní, statkářské křídlo. V roce 1905 se ovšem strana rozhodla podpořit volební reformu včetně rovného a všeobecného volebního práva. Práška tehdy poprvé zatlačil do pozadí Antonín Švehla, otevřenější demokratickým myšlenkám. Krátkodobě dokonce Prášek stranu opustil, ale brzy se do ní vrátil.
Vrchol jeho politické kariéry za Rakouska-Uherska nastal, když se za vlády Maxe Becka stal českým ministrem-krajanem. Funkci zastával v období 9. listopadu 1907 – 15. listopadu 1908. Jeho nástup do vlády byl součástí širší rekonstrukce kabinetu se zohledněním výsledků voleb do Říšské rady roku 1907, v nichž čeští agrárníci výrazně uspěli. Historik Otto Urban si všímá paradoxu, kdy představitel konzervativního křídla strany získává vládní funkci díky jím odmítané volební reformě.
V tomto období dosáhl Prášek největšího vlivu a bohatství; v roce 1910 zakoupil v Košeticích bývalý velkostatek baronů ze Stangleru, i se zámkem, který nechal opravit v secesním slohu.

### Československým ministrem zemědělství
Po vzniku republiky až do roku 1924 patřil k vůdčím osobnostem agrární strany; považoval se za vůdce velkostatkářského křídla strany. V letech 1918–1920 působil ve vládě Karla Kramáře a v obou vládách rudozelené koalice (první vláda Vlastimila Tusara a druhá vláda Vlastimila Tusara) jako československý ministr zemědělství. V letech 1918–1920 byl též poslancem Revolučního národního shromáždění Republiky československé a po parlamentních volbách v roce 1920 usedl do senátu.
Pro vleklé neshody s předsedou strany Švehlou (měl výhrady k jeho kompromisní politice vůči sociální demokracii a bránil se agrárníky prosazované pozemkové reformě, která postihla i Práškův velkostatek) podal v červnu 1920 demisi a byl odstaven do funkce předsedy senátu.

### „Práškova aféra“
Na přelomu let 1923/1924 otřásla politickou scénou úplatkářská aféra, tzv. Lihová aféra (též Aféra lihovarnických peněz), do níž byli zapleteni vysocí státní úředníci a sám předseda senátu. Karel Prášek jako předseda Družstva hospodářských lihovarů a správce lihovarnického dispozičního fondu zneužil asi 30 milionů korun, z nichž 3 miliony prokazatelně použil k uplacení komunistického odborářského předáka a vedení kina, které patřilo národně-socialistickým odborům. Osud zbylých milionů nebyl schopen uspokojivě vysvětlit (údajně je použil na různé „sanační účely“) a panovalo všeobecné mínění, že i tyto peníze byly použity k úplatkům. Současně byly vyneseny na světlo (pravděpodobně přičiněním lidí okolo Masaryka) některé dokumenty vídeňského válečného archivu, které dokládaly, že za světové války udával rakouské policii české vlastence.
Prášek se bránil poukazováním na to, že své „dispoziční fondy“ mají mnozí jiní politici a ústavní činitelé, ovšem konkrétní důkazy jejich zneužití nemohl předložit. List Přítomnost nazval aféru „nejošklivějším vředem, který během 5 let samostatnosti zohyzdil náš politický život“ a skutečnost, že špička korupčního ledovce zasahovala mezi nejvyšší ústavní činitele přiměla zasáhnout i prezidenta Masaryka: nepozval Práška k novoroční audienci na Hradě a při jiném oficiálním setkání mu demonstrativně nepodal ruku. Podobně pocítil prezidentovu nemilost i národně-socialistický ministr pošt Alois Tučný, jenž byl současně předsedou odborů, které od Práška přijaly peníze na provoz kina. Tučný byl v únoru donucen k demisi.
V červnu 1924 pak Národní shromáždění přijalo tzv. Zákon o inkompatibilitě (č. 144/1924 Sb.), který stanovil, co je neslučitelné s členstvím v Národním shromáždění. Jmenovitě §8 zakazoval předsedům poslanecké sněmovny resp. senátu, být členem představenstva anebo správní rady výdělečných společností. Zákonu se posměšně říkalo Lex Prášek a byl ústavními činiteli první republiky často porušován.

### Vyloučení ze strany a založení agrární a konzervativní strany
Předseda strany Antonín Švehla využil situaci k tomu, aby se Práška definitivně zbavil, nejprve (v únoru 1924) ho donutil rezignovat na funkci předsedy senátu a posléze ho nechal v dubnu 1925 zbavit senátorského mandátu (místo něj jako náhradník nastoupil Josef Sechtr) a vyloučit ze strany (1925).
Před parlamentními volbami v roce 1925 Prášek založil vlastní Československou stranu agrární a konzervativní. Její účast ve volbách však skončila neúspěchem (nezískala ani 30 tisíc hlasů a tedy žádný mandát). Prášek pak svoji stranu rozpustil a odešel natrvalo z politického života.
Zemřel 13. února 1932 v Košeticích po krátké nemoci.